# Siikasaaret (ö i Norra Karelen)
Siikasaaret är en ö i Finland. Den ligger i sjön Pielisjärvi och i kommunen Lieksa i den ekonomiska regionen  Pielinen-Karelen  och landskapet Norra Karelen, i den östra delen av landet, 400 km nordost om huvudstaden Helsingfors. Öns area är 8,7 hektar och dess största längd är 0,8 kilometer i sydöst-nordvästlig riktning.  Notera att namnet antyder att det är fråga om flera öar.